# Asphondylia capensis
Asphondylia capensis är en tvåvingeart som beskrevs av Jean-Jacques Kieffer 1914. Asphondylia capensis ingår i släktet Asphondylia och familjen gallmyggor. Inga underarter finns listade i Catalogue of Life.